# Tatra Prezident

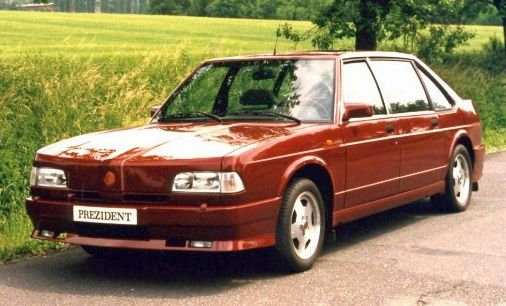
Tatra Prezident (1994)

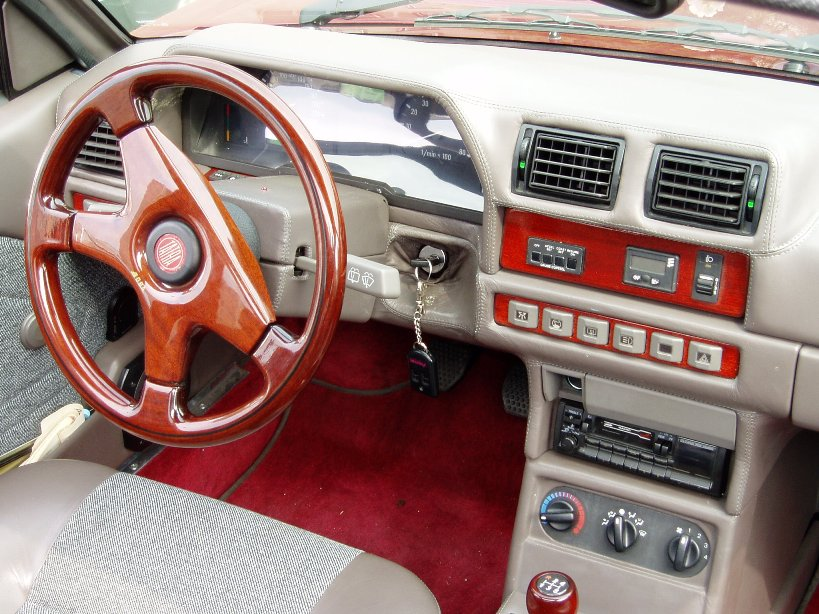
Armaturenbrett des Tatra Prezident

Der Tatra Prezident ist der Prototyp eines Pkw der Oberklasse von Tatra. Er wurde 1994 als Ableitung des Tatra 613-4 Mi lang vorgestellt. Er besaß dessen Motor mit 3496 cm³ Hubraum und 201 PS (148 kW), aber eine modernisierte Karosserie mit luxuriöser Ausstattung.